# 尾尖爬藤榕
尾尖爬藤榕（学名：Ficus sarmentosa var. lacrymans）为桑科榕属下的一个变种。

## 扩展阅读
- 維基物種上的相關：尾尖爬藤榕